# Lake Bridgeport
Lake Bridgeport – miasto w Stanach Zjednoczonych, w stanie Teksas, w hrabstwie Wise. Według spisu ludności z roku 2010, w Lake Bridgeport mieszka 340 mieszkańców. Nazwa miasta pochodzi od pobliskiego jeziora.